# Egill Reimers
Egill Reimers (ur. 18 lipca 1878 w Bergen, zm. 11 listopada 1946 w Bergen) – norweski architekt i żeglarz, olimpijczyk, zdobywca złotego medalu w regatach na Letnich Igrzyskach Olimpijskich w 1920 roku w Antwerpii.
Na Letnich Igrzyskach Olimpijskich 1920 zdobył złoto w żeglarskiej klasie 12 metrów (formuła 1919). Załogę jachtu Heira II tworzyli również Johan Friele, Olaf Ørvig, Erik Ørvig, Thor Ørvig, Arthur Allers, Christen Wiese, Martin Borthen i Kaspar Hassel.
Po zakończonej nauce w Bergen tekniske skole ukończył także Uniwersytet Techniczny w Monachium. Był członkiem branżowych stowarzyszeń, w Bergen zaprojektował między innymi budynki sądu, archiwum państwowego czy uniwersyteckiego Instytutu Geofizyki.